# Андреев, Андрей Андреевич
Андре́й Андре́евич Андре́ев (родился 30 октября 1895 года, Кузнецово, Сычёвский уезд, Смоленская губерния, Российская империя — умер 5 декабря 1971 года, Москва, РСФСР, СССР) — российский революционер, советский партийный и государственный деятель.
Член партии большевиков с 1914 года, ЦК (1920—1921, 1922—1961); член Политбюро ЦК ВКП(б) (1932—1952; кандидат 1926—1930), член Оргбюро ЦК ВКП(б) (1922—1928, 1939—1946). Секретарь ЦК ВКП(б) (1924—1925, 1935—1946). Член ЦИК СССР 1—7 созывов. Депутат Верховного Совета СССР 1—5 созывов (1937—1962).

## Биография
Родился в крестьянской семье в деревне Кузнецово Воскресенской волости Сычёвского уезда Смоленской губернии (ныне Днепровского сельского поселения Новодугинского района Смоленской области). Два года отучился в сельской школе. C 1908 года жил в Москве, где с 13 лет поступил «мальчиком» в трактирный промысел — работал на мытье посуды и чистке самоваров. Учился сначала в воскресной школе для рабочих, затем на Пречистенских рабочих курсах, где начал знакомиться с марксистской литературой, там же сблизился с большевиками и в 1911—1912 годах являлся участником социал-демократического кружка. В 1911 из Москвы уехал на Кавказ и юг России, где кочевал из города в город, выполняя самую разную работу.
В 1914 году переехал в Санкт-Петербург, где поступил на артиллерийский склад рабочим в патронно-гильзовую мастерскую. Затем работал в страховых кассах Путиловского завода и фабрики «Скороход». В 1916 вошёл в Петербургский комитет большевиков (1915—1916). Находился на нелегальном положении.
С 1917 года член Петроградского комитета РСДРП(б).
Участник встречи В. И. Ленина на Финляндском вокзале 3 апреля 1917 года, присутствовал на торжественном собрании, организованном в ночь с 3 на 4 апреля в честь приезда вождя, участвовал в работе VII (апрельской) конференции большевиков, был её делегатом.
В ночь с 3 на 4 апреля, во время торжественного собрания, впервые встретился с Лениным:

«Я никогда не мог себе мысленно представить Ленина. И вот — сижу в трёх-четырёх шагах от него. Было какое-то трудно передаваемое, необыкновенное чувство: видеть совсем близко Ленина, создателя нашей партии! Сколько раз мы, большевики-подпольщики, мечтали увидеть и услышать Ленина и вот, наконец, наша мечта сбылась».
Активно участвовал в октябрьском перевороте, был делегатом II Всероссийского съезда Советов.
1917—1919 годы провёл на партийной и профсоюзной работе на Урале и Украине. Являлся членом редколлегии газеты «Уральский Рабочий». С 1919 года член Президиума ВЦСПС (работал на Украине), в 1920—1922 годах — секретарь ВЦСПС, работал в Москве. В 1921 году во время дискуссии о профсоюзах стоял на платформе Л. Д. Троцкого и Н. И. Бухарина.
В 1922—1927 годах А. А. Андреев занимал должность председателя ЦК профсоюза железнодорожников. С февраля 1924 года по декабрь 1925 года — секретарь ЦК ВКП(б). С января 1928 г. по декабрь 1930 г. 1-й секретарь Северо-Кавказского крайкома партии.
С декабря 1930 года по октябрь 1931 года — председатель ЦКК ВКП(б), по совместительству нарком Рабоче-крестьянской инспекции СССР и заместитель Председателя СНК СССР. В газете «Правда» от 16 сентября 1988 года отмечается: «… с февраля по октябрь 1931 г. проводилась новая, наиболее широкая волна ликвидации кулацких хозяйств. Общее руководство осуществлялось специальной комиссией, которую возглавлял А. А. Андреев… раскулачивание проводилось и в дальнейшем… оно всё больше принимало характер репрессий» (в указанном номере на стр. 3: «Коллективизация: Как это было»).

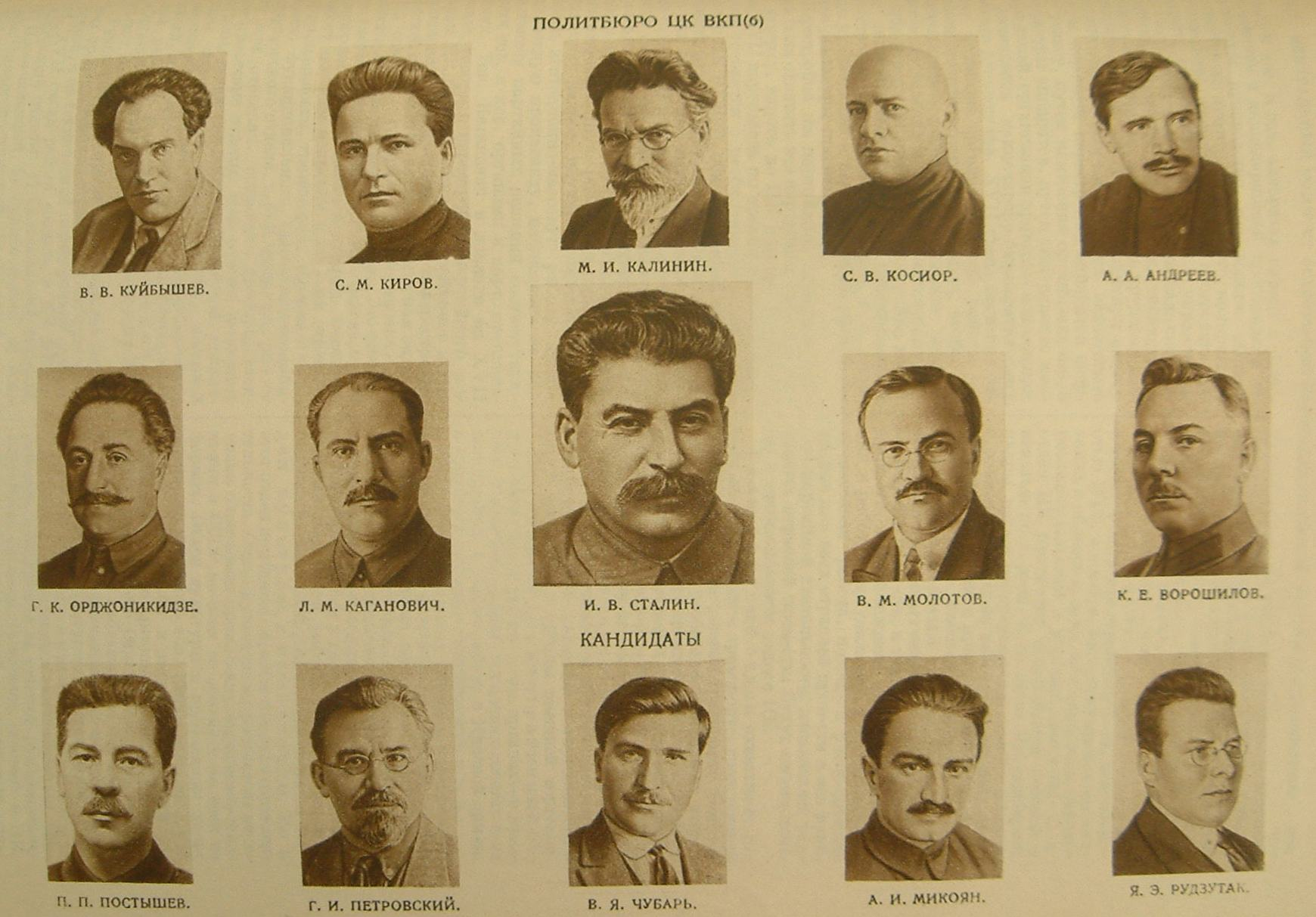
Политбюро ЦК ВКП(б).

С 2 октября 1931 года по 28 февраля 1935 года Андрей Андреев возглавлял Народный комиссариат путей сообщения СССР, после сменил его на этом посту Л.М. Каганович.
28 февраля 1935 года первый после гибели С. М. Кирова Пленум ЦК ВКП(б) избрал А. А. Андреева секретарём ЦК. 10 марта 1935 года опросом избран членом Организационного бюро ЦК ВКП(б), на него было возложено ведение его заседаний и совместно с секретарём ЦК Н. И. Ежовым подготовка повестки.
С 10 марта 1935 по 13 мая 1937 года — по совместительству заведующий Промышленным отделом ЦК ВКП(б) (сменил Н. И. Ежова).
Как вспоминал Н. С. Хрущёв: «Андрей Андреевич сделал очень много плохого во время репрессий 1937 года. Возможно, из-за своего прошлого он боялся, чтобы его не заподозрили в мягком отношении к бывшим троцкистам. Куда он ни ездил, везде погибало много людей».
Утверждается, что в годы Большого террора, когда для смены руководства на места из центра, как правило, посылался один из секретарей ЦК — наиболее часто им был фактический руководитель Оргбюро ЦК Андрей Андреев.
12 января 1938 года первым собранием первого новоизбранного (по Сталинской конституции 1936 года) Верховного Совета две палаты Верховного Совета — Совет Союза и Совет Национальностей — провели раздельные заседания и избрали своих председателей, соответственно А. А. Андреева и Н. М. Шверника.
В конце 1938 года, после того, как Н. И. Ежов был отстранён от должности наркома внутренних дел, Андреев был председателем комиссии Политбюро по расследованию деятельности НКВД.

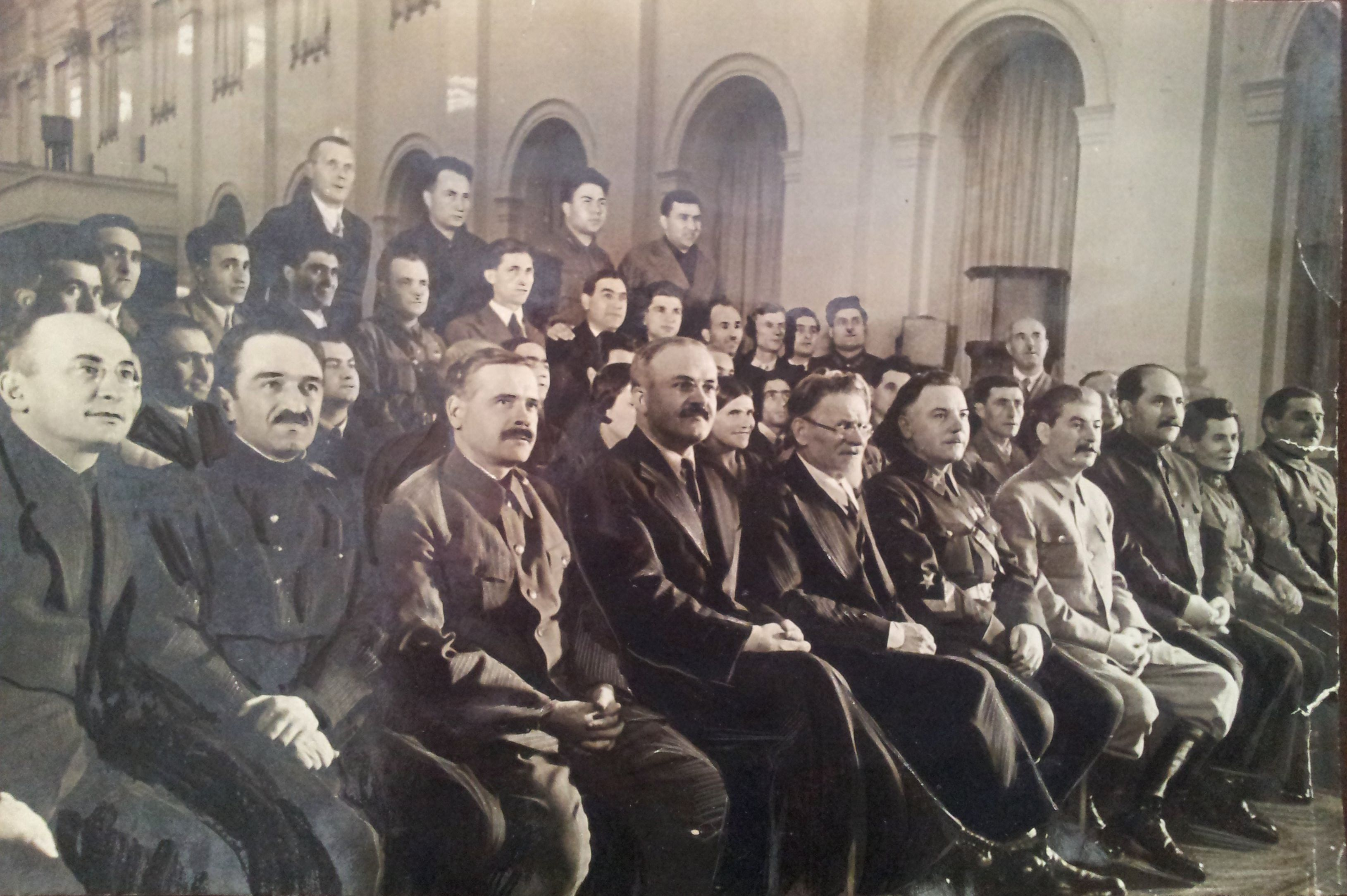
Члены Советского правительства. Слева направо: Л. П. Берия, А. И. Микоян, А. А. Андреев, В. М. Молотов, М. И. Калинин, К. Е. Ворошилов, И. В. Сталин, Л. М. Каганович, Н. И. Ежов. Москва, Кремль, 1937 г.

В 1935—1946 годах — секретарь ЦК ВКП(б), заведующий сельскохозяйственным отделом ЦК (до 1946 года), одновременно в 1938—1946 годах — Председатель Совета Союза Верховного Совета СССР, в 1939—1952 годах — Председатель КПК при ЦК ВКП(б) и в 1943—1946 годах — глава Народного комиссариата земледелия СССР.
Трижды (в 1937, 1946, 1950 гг.) избирался в Ашхабадском избирательном округе Туркменской ССР депутатом Верховного Совета СССР и дважды избирался депутатом Верховного Совета РСФСР по Новосибирскому избирательному округу. В 1946 году в речи на митинге избирателей в Ашхабаде Андреев говорил:

Что касается меня, вашего кандидата, то позвольте вас заверить, что я, как верный сын партии большевиков, буду и впредь следовать за товарищем Сталиным в выполнении великих задач строительства коммунизма.
В 1946—1953 годах — заместитель Председателя Совета Министров СССР, с 28 марта 1946 года в этом ранге курировал агропромышленный комплекс (министерства земледелия, животноводства, технических культур, сельскохозяйственного машиностроения), а также главлесоохрану. С 19 сентября 1946 года по март 1953 года возглавлял Совет по делам колхозов при Совете Министров СССР.
С марта 1953 года по июнь 1962 года член Президиума Верховного Совета СССР.
Историк Серго Микоян отмечал: «Уйти с работы в Политбюро можно было только в мир иной. Единственный, кто сумел это сделать и не погибнуть, — Андрей Андреевич Андреев. Это стало возможным потому, что он потерял слух. Носил слуховой аппарат. Но они тогда очень мало помогали. И тогда, кажется, в 1950 году, сказал Сталину, что ему неудобно оставаться в Политбюро, ибо он не в состоянии участвовать в обсуждениях. Сталин его отпустил на покой — в Верховный Совет РСФСР, — не тронув. Другого такого случая не знаю». Впрочем, такие случаи на самом деле имели место. Например, из членов Политбюро в кандидаты был переведён А. Н. Косыгин, а Г. И. Петровский был снят с поста кандидата.
В 1957 году представлял Москву на праздновании 250-летия Ленинграда. С 1962 года — персональный пенсионер союзного значения и советник при Президиуме Верховного Совета СССР. В 1957—1962 годах — председатель Общества советско-китайской дружбы.

Могила Андреева на Новодевичьем кладбище.

Похоронен на Новодевичьем кладбище в Москве. Согласно воспоминаниям Анастаса Микояна, не хотел быть похороненным в Кремлёвской стене. Могила на первом участке. Напротив могилы Андреева находится могила его жены Доры Хазан-Андреевой.

## Оценки
Н. С. Патоличев вспоминал о нем:

Имя А.А. Андреева, верного ленинца, пользовалось в партии широкой известностью. О нем шла добрая молва в народе. Жизнь меня убедила в последующем: хорошая слава в народе живет лишь о тех, о ком сам народ создает и передает эту славу. Все другое зыбко. И я не знал случая неуважительного высказывания об Андрее Андреевиче, не знал случая, чтобы он решал что-либо с позиций субъективизма, что всегда, как известно, вызывало и справедливо вызывает ропот и недовольство.

## Семья
Был женат на Доре Моисеевне Хазан-Андреевой (1894—1961). Дети — Владимир Андреевич Андреев (1919—1996), во время Великой Отечественной войны — авиаинженер в частях авиации дальнего действия СССР, затем на конструкторской и научной работе, доктор технических наук, профессор, и Наталья Андреевна Андреева (1922—2015), доктор биологических наук.

## Награды
- 4 ордена Ленина

1. 10.09.1945
2. 29.10.1945 — в связи с 50-летием со дня рождения и принимая во внимание его выдающиеся заслуги перед партией и советским народом
3. 28.10.1955 — в связи с 60-летием со дня рождения и отмечая его большие заслуги перед Коммунистической партией и Советским государством
4. 29.10.1965

- орден Октябрьской Революции (30.10.1970)
- медали

## Память

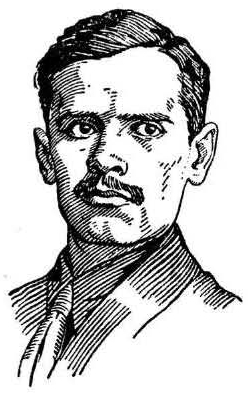
Андрей Андреевич Андреев.

- В его честь были названы опытный тепловоз и паровоз, выпущенные соответственно в 1933 и 1935 годы.
- В его честь был назван теплоход серии «Ленинская Гвардия», который был приписан с начала 1970-х годах к Эстонскому морскому пароходству.
- Имя Андреева носил Таганрогский металлургический завод[17]. В топонимике современного Таганрога до сих пор существует наименование «Бухта Андреева», которое носит небольшая морская бухта в районе Таганрогского металлургического завода.
- Московский техникум железнодорожного транспорта с 1936 по 1998 годы носил имя А. А. Андреева.
- Посёлок под Тюменью, переименованный в 1957 году в честь М. И. Калинина и ещё позже вошедший в городскую черту[18][19][20].
- Имя Андреева в 1937—1957 годах носил Дом культуры железнодорожников станции Тогучин Новосибирской области.
- Имя А. А. Андреева носил Дом культуры железнодорожников в Свердловске.
- Улицы в Могилёве, Усть-Каменогорске, селе Новый Егорлык Сальского района Ростовской области.
- Улица Андреева в Липецке.
- Улица в городе Сталинире Юго-Осетинской автономной области (ныне — Республика Южная Осетия), после переименования города Сталинира в городе Цхинвали (ныне — Цхинвал) улица переименована в улицу Октябрьскую.